# The Lost Chord (filme de 1933)
The Lost Chord é um filme britânico de drama dirigido por Maurice Elvey e lançado em 1933.